# Odontosia capucina
Odontosia capucina är en fjärilsart som beskrevs av Jacob Hübner 1793. Odontosia capucina ingår i släktet Odontosia och familjen tandspinnare. Inga underarter finns listade i Catalogue of Life.